# Olga Fridrichová-Steinzová
Olga Fridrichová-Steinzová (28. ledna 1886 Valašské Meziříčí – 5. února 1977 Brno) byla moravská malířka.

## Životopis
Její rodiče byli Vácslav ze Steinzu, vrchní inženýr při železnici a Maria Anna Steinzová-Ludvíková. Manžel Miroslav Fridrich (30. srpna 1884 Komárno – 16. října 1964, Brno) akademický malíř, profesor reálky, svatba roku 1914. Dcera Věra Fridrichová (25. 10. 1919, Brno – 23. 11. 1978, Brno) akademická malířka, výtvarnice, scénografka a pedagožka.
Olga Fridrichová-Steinzová studovala na Uměleckoprůmyslové škole v Praze u Josefa Schussera, Jakuba Schikanedera a Jana Preislera. Věnovala se malířství krajinářskému i figurálnímu. Do Brna přijela v roce 1914 a vytvořila malířský cyklus Brno zmizelé a mizející.
Vystavovala v Brně, Praze, Pardubicích, Frenštátě, Kroměříži atd. Její oblíbená místa byla Českomoravská vysočina, Valašsko, Telč, Boskovicko. V cizině to byly hlavně studie z Itálie a Německa. Byla členkou Klubu výtvarných umělců Aleš. V Brně-Králově Poli bydlela na adrese Wilsonova 9 (dnes Husitská).

## Dílo

### Obrazy
- Tetička Čambalová – olej na plátně, 70,5 × 51 cm, rámováno, rám a malba mírně poškozeny, signováno PD, 2. pol. 20. století[6]

- U statku – olej na plátně fixovaném na kartonu, 42 × 53 cm. Signováno vpravo dole O. Fridrichová-Steinzová. Rám[7]
- Krojovaná dívka na zápraží – signováno vpravo dole Olga Fridrichová Steinzová. Vzadu dedikace: „Milým přítelkyním Vlastičce a Ivance Zabloudilovým, díkem za pomoc a vzpomínku na výstavu, v Brně o vánocích 1976“. 63,5 × 42,5 (72,5 × 51) cm[5]
- Chalupy mezi stromy – olej na malířské lepence, signováno vlevo dole Olga Fridrichová Steinzová, datováno 1395. 31,5 × 40 (39 × 49) cm[5]
- Rostlina – císařská koruna – barevné pastely, nesignováno, práce malířky Olgy Fridrichové Steinzové, druhá polovina minulého století. Výřez 23 × 16 (49 × 39) cm[5]
- Stařenka s kolovrátkem – kresba tužkou na papíře, 460 × 275 mm, sign. vlevo dole tužkou „Olga Fridrichová Steinzová“, zn. vpravo dole autorským razítkem s monogramem „OFS“. Paspartováno, rámováno, zaskleno[8]
- Zahradní zákoutí – signováno vlevo dole Olga Fridrichová Steinzová, olej/karton, 48,5 × 65 cm, sklo, lehce poškozený rám[9]

### Katalogy[10]
- Československé umění na výstavě soudobé kultury v Brně, 1928
- Český národ Rudé armádě (Seznam děl výtvarného umění věnovaných českými umělci Rudé armádě z vděčnosti za osvobození a odevzdaných k výročnímu dni založení Rudé armády 23. února 1946), 1946
- Květina osvěžením pracující ženy (Výstava obrazů a užitého umění českých a moravských výtvarných umělkyň), 1949
- Výtvarná úroda 1950, 1950
- Sdružení výtvarných umělců moravských v Hodoníně: v jubilejním roce 1955. Kroměříž: Krajská galerie gottwaldovského kraje, 1955
- Olga Fridrichová-Steinzová: 1886–1956 : [Dům umění města Brna od 21. dubna do 20. května – František Kubišta]. Brno: Dům umění města Brna, 1956?
- Druhá výroční výstava výtvarných umělců, 14. prosince 1958 – 18. ledna 1959, Dům umění města Brna – [Albert Kutal]. Brno: Svaz československých výtvarných umělců, 1958
- Brněnský salón, 1967
- Brněnské výtvarnice (Výstava k mezinárodnímu dni žen 1974), 1974
- Olga Fridrichová-Steinzová: výstava k autorčiným devadesátým narozeninám: Dům pánů z Kunštátu, Brno, 19. prosince 1976 – 16. ledna 1977 – texty Jiřina Hockeová. Brno: Dům umění města Brna, 1976